# Dole (Nepál)
Dole (též Dhole) je malá vesnice ve východním Nepálu v oblasti Khumbu. Leží v údolí řeky Dudh Kosi, severně od Khumjungu a jižně od Machherma v nadmořské výšce 4 038 m n. m. (na mnoha terénních mapách je nesprávně uvedena výška 4 200m).
Dole je častou zastávkou pro turisty na cestě přes vesnici Gokyo k Mount Everestu. Zdrojem obživy místních obyvatelů je podpora cestovního ruchu a ve vesnici je řada penzionů.

Dole
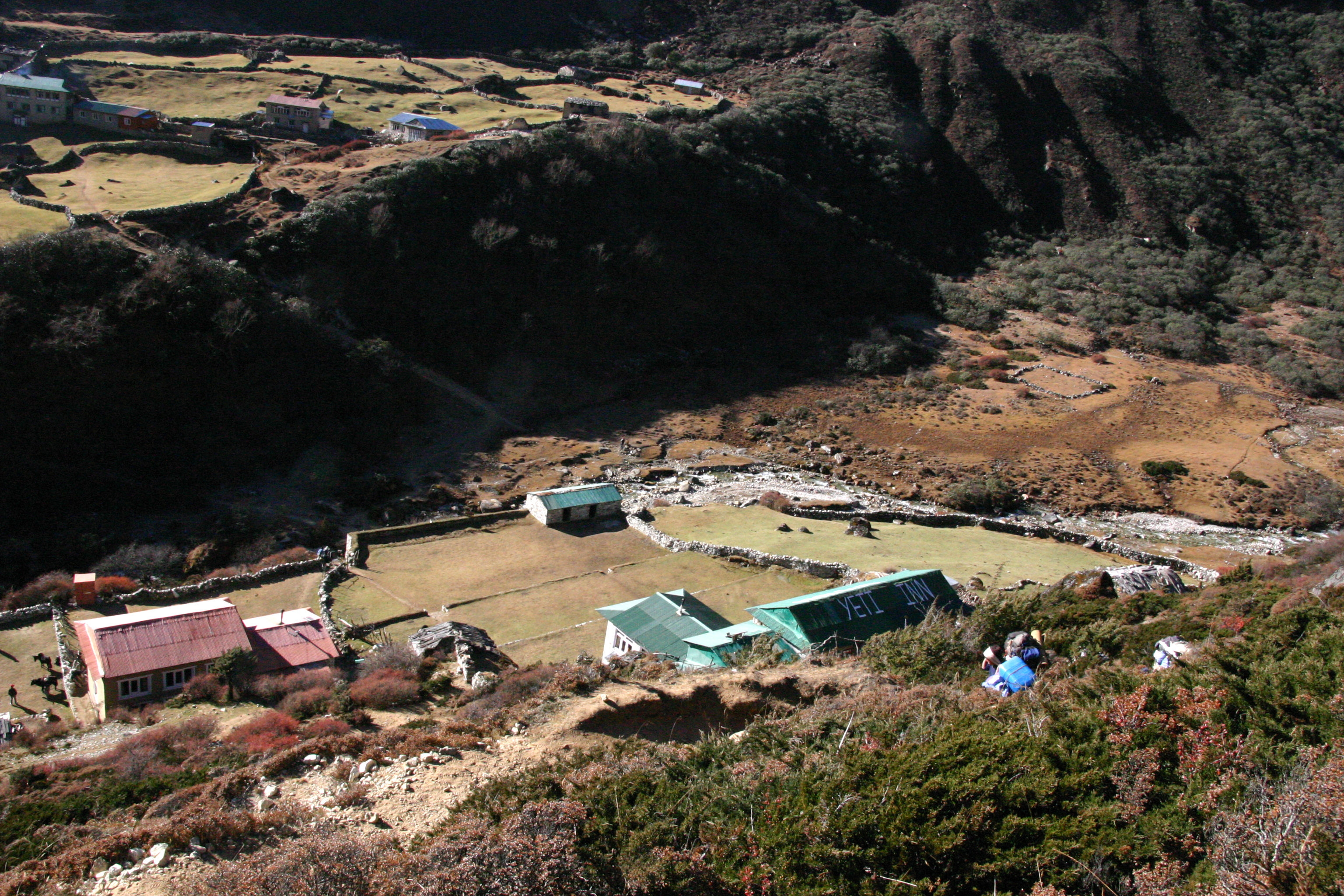
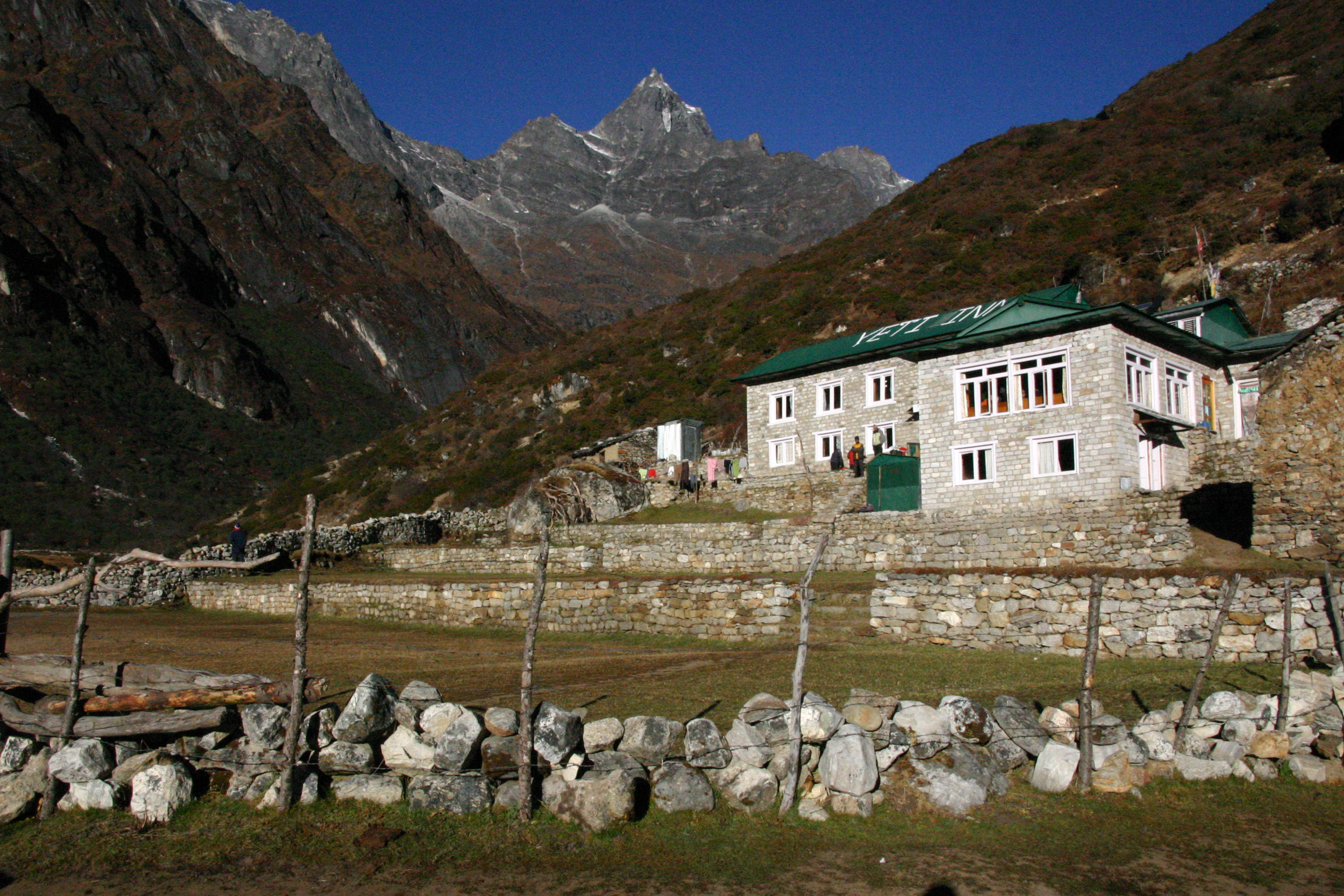
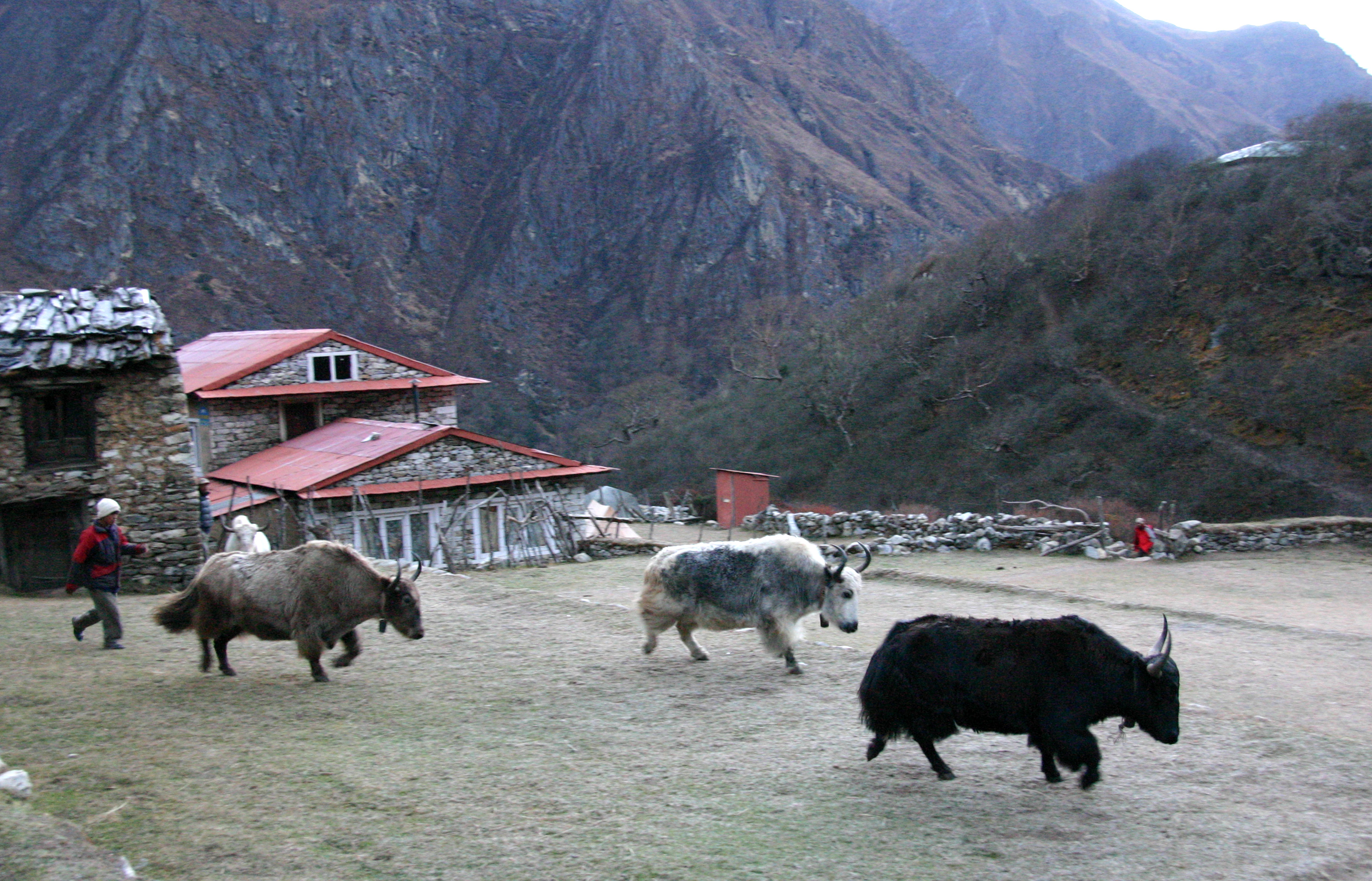
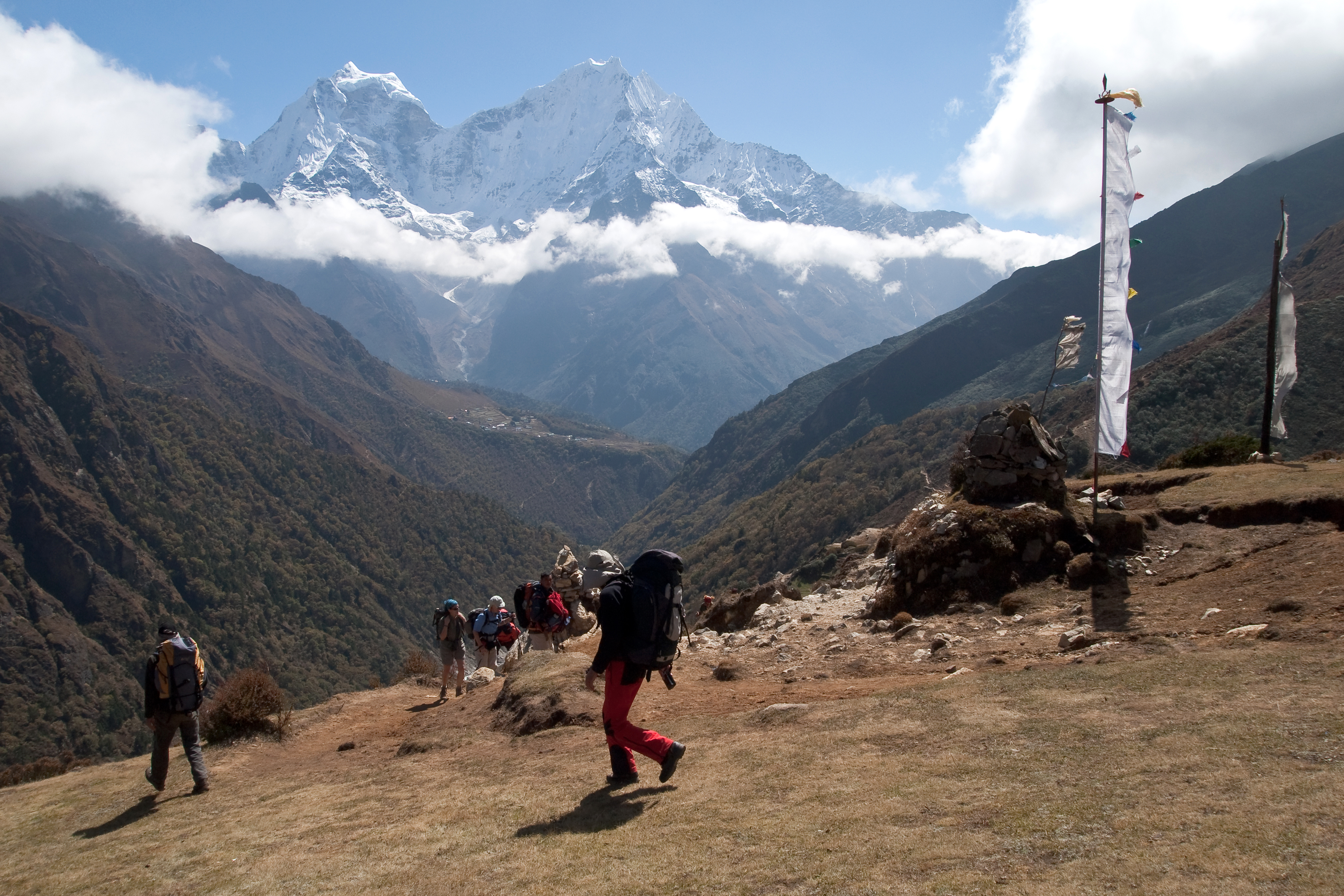
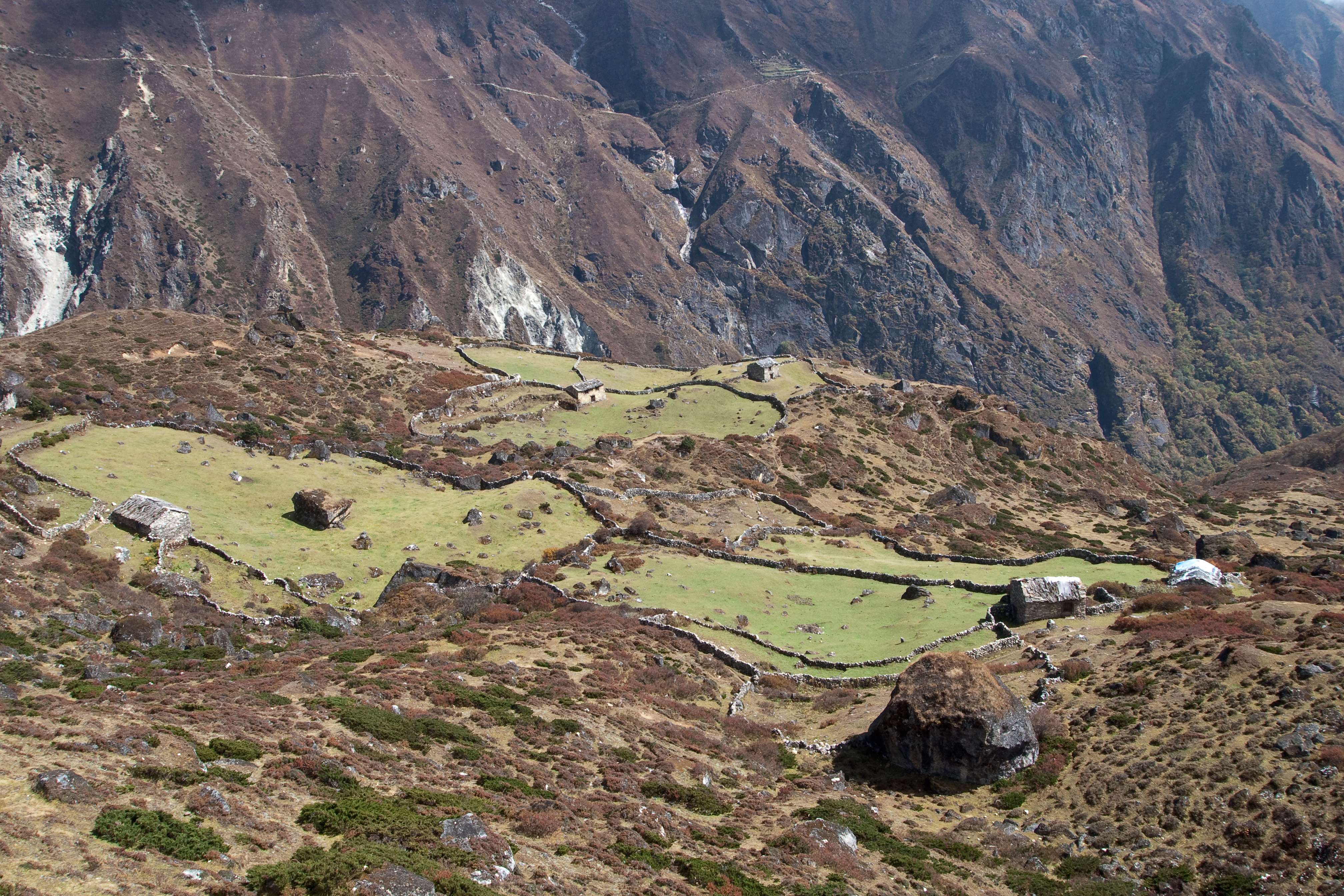